# هیروکی ناریمیا
هیروکی ناریمیا (انگلیسی: Hiroki Narimiya؛ زادهٔ ۱۴ سپتامبر ۱۹۸۲) هنرپیشه و صداپیشه اهل ژاپن است. از فیلم‌هایی که وی در آن نقش داشته است، می‌توان به وکیل‌مدافع تک اشاره نمود.